# 生物瀝青
生物瀝青（英語：Bioasphalt）是利用可再生資源制成的沥青替代品，當中包括糖、糖蜜、稻米、玉米、马铃薯淀粉、樹木、树脂、天然乳胶橡膠、木质素、纤维素，棕櫚、椰子、花生、菜籽廢料，以及乾燥的汙水等。瀝青也可以使用清理廢機油過程中產生的真空塔底殘渣製成，這些殘渣通常會被焚燒或掩埋處理。
非石油基的瀝青黏結劑可以添加顏色，這項特性有助於降低道路表面溫度，進而減少都市熱島效應。

## 石油、环境和热问题
由於人們日益關切石油峰值、污染和氣候變遷，以及自2003年以來的油價上漲，非石油來源的替代材料愈發受到青睞。促使研究者開發更環保且無毒的生質瀝青。
對於生活在城市及其周遭的人來說，熱島效應正成為一個日益嚴重的問題。溫度升高會導致尖峰用電量增加、冷氣電費上升、空氣污染惡化、以及熱傷害、死亡率上升等問題。為減輕熱島效應的影響，以可著色的淺色瀝青取代傳統黑色瀝青鋪面可減少路面吸熱。

## 歷史和應用
2004 年，法国Colas SA公司获得了以植物油为粘合剂的沥青专利。  
壳牌石油公司于2007年在挪威實驗用植物油製作沥青並在两条道路上铺设，結論為其未來可期。 
以色列的HALIK瀝青公司自2003年起開始嘗試利用植物油、蜡、熱塑性彈性體等材料建造、修復道路。
2010年10月，美國爱荷华州得梅因的一条自行车道铺设以裂解油为基底的沥青。這種瀝青由爱荷华州立大学、得梅因市政府和Avello Bioenergy公司三者共同研究，他們研究目標為從植物提取瀝青並取代石油瀝青。
北卡罗来纳州立农业技术大学的艾哈姆·菲尼（Elham H. Fini）博士研究利用猪粪生产沥青，這能夠同時減少豬糞汙染與溫室氣體排放。
自2014年11月起，荷兰瓦赫宁根大学研究中心嘗試利用木质素代替瀝青的黏合劑。
2015年，法国研究人员发表論文，當中他們嘗試利用微藻作为沥青粘合劑材料。 

## 另見
- 瀝青路面
- 瀝青